# Marushime-neko

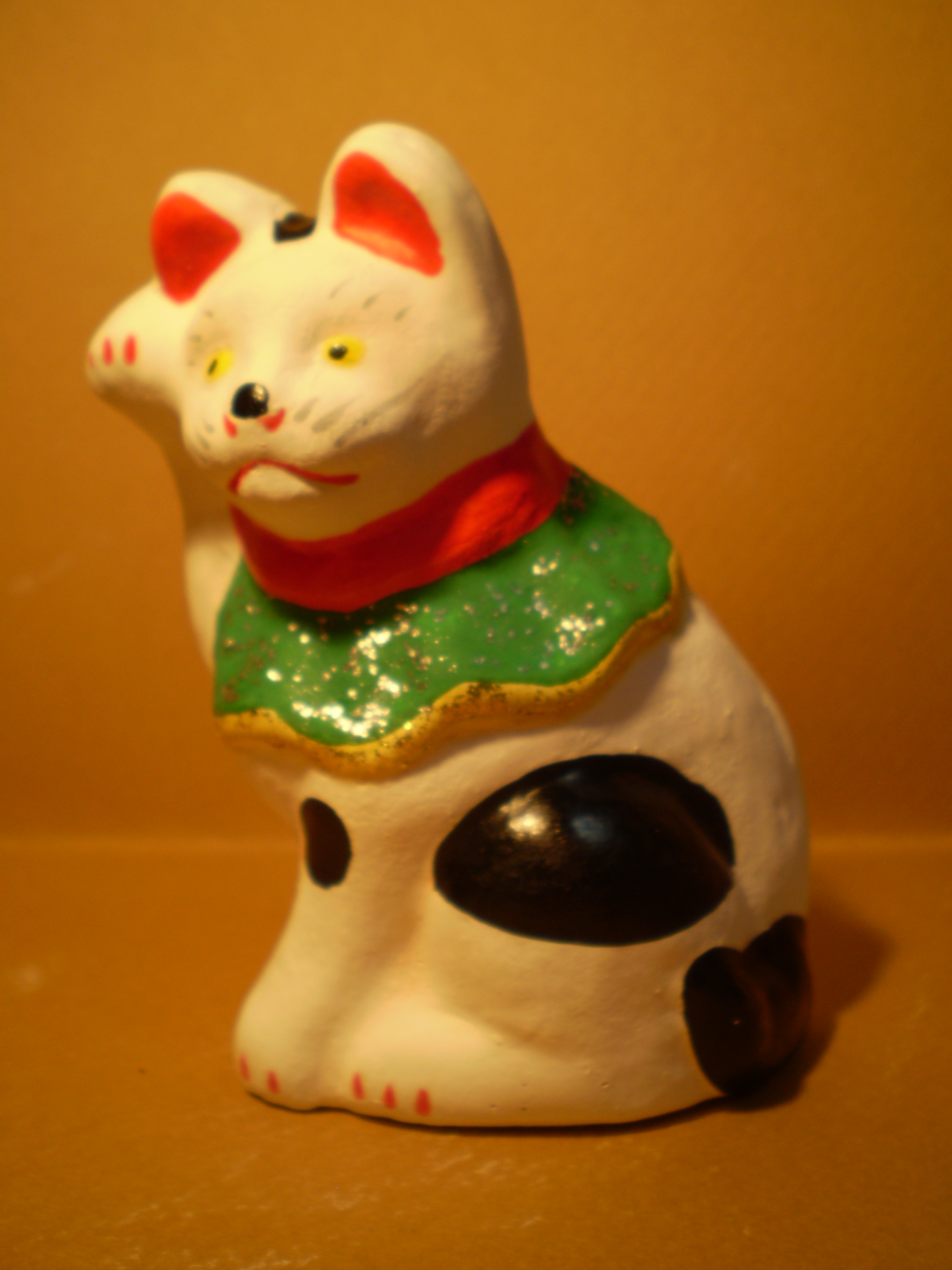
Originalgetreue Nachbildung einer Marushimeneko-Figur.

Die Marushime-neko, auch Marushimeneko (丸〆猫; dt. wörtlich „Rundum-glücklich-Katze“), war ein beliebter japanischer Glücksbringer und Talisman in Gestalt einer aufrecht sitzenden Katze, die den Betrachter mit ihrer rechten oder linken Pfote herbeiwinkte. Sie war der historische Vorgänger der heute bekannteren und weltweit populär gewordenen Maneki-neko (招き猫; dt. „Winkekatze“).

## Beschreibung
Marushime-neko waren bemalte Terrakottafiguren im Stil von Imado-yaki (今戸焼), ein Hersteller von Töpferwaren, der in den damaligen Vororten Asakusa und Hashiba (heute beides Stadtteile von Tokio) und darüber hinaus als Trendsetter galt. Die Figuren hatten die Gestalt von stolz aufrecht sitzenden Katzen mit seitlicher Pose, die mit ihren rechten, hoch erhobenen Pfoten zu winken oder sich andeutungsweise leicht hinter dem rechten Ohr zu kratzen schienen (eine Verlegenheitsgeste). Meist waren die Katzen weiß mit ein paar schwarzen Flecken, seltener dreifarbig. Sie hatten eine große rote Schleife um den Hals gebunden und manche Modelle trugen eine Art großen, grünen Pierrotkragen. Auf ihren Hinterteilen prangte ein kreisrundes Glückssiegel. Zu der Zeit waren die Katzenfiguren noch deutlich schlanker als die Maneki-neko, ihre Gestaltung setzte noch auf Eleganz und Realismus. Und im Gegensatz zur Maneki-neko besaßen die Marushime-neko einen eng anliegenden Schweif.

## Hintergrund
Marushime-neko wurden bereits im späten 16. Jahrhundert von Mönchen des Sensō-ji Tempels in Asakusa (heute Stadtteil im Tokioter Stadtbezirk Taitō) feilgeboten. Auch im damaligen Vorort Hashiba wurden sie gehandelt, für die Mönche stellte der Verkauf von Talismanen aller Art eine lohnende Einnahmequelle dar. Eine erste Erwähnung der Namen „Marushime-neko“ und „Maneki-neko“ findet sich in einer damals populären Handelszeitschrift namens Takee nenpyō (武江年表; „Takee-Chronik“) aus dem Jahr 1852. Darin wird nicht nur für die Figurinen geworben, der Bericht erwähnt auch erstmals eine Legende um den Ursprung des Marushimeneko- und des Manekineko-Kults: eine ältliche Katzenliebhaberin soll aus Geldnot Nachbildungen ihrer Lieblinge angefertigt haben, weil sie ihre eigenen Katzen nicht verkaufen wollte. Von dem berühmten Ukiyo-e-Künstler Utagawa Hiroshige stammt das Triptychon Jôruri-machi hanka no zu (浄るり町繁栄の図; dt. „Florierender Markt in der Jôruri-Straße“) aus dem Jahr 1852. Darauf ist unter anderem der Verkaufsstand eines Mönches mit Marushimeneko-Figuren zu sehen. Mit dem um 1800 aufkommenden und sich rasch ausbreitenden Manekineko-Kult geriet die Marushime-neko bald in Vergessenheit und wurde schließlich vollkommen verdrängt. Figurinen von ihr sind heute nur noch in Museen wie dem Manekineko-Museum (招き猫ミュージアム; Manekineko myūjiamu) zu Seto-shi in der Präfektur Aichi nahe Nagoya zu sehen.